# Kasper Christensen
 Ikke at forveksle med Casper Christensen.
Kasper Christensen (født 25. juni 1985) er en dansk håndboldtræner, der er cheftræner for Ikast Håndbold i Damehåndboldligaen.
Christensen startede sin trænerkarriere for TM Tønder Håndbold som assistenttræner, imens han stadig spillede for holdet i 1. division. Herefter blev han assistenttræner i SønderjyskE Håndbold i 2015 og blev året efter også talentchef i klubben frem til 2020. Frem mod 2017/18 blev han forfremmet til cheftræner i SønderjyskE Håndbold, med hvem han trænede i yderligere tre sæsoner. Herefter blev han ny cheftræner i Herning-Ikast Håndbold i sommeren 2020, hvor han for første gang skulle træne kvinder.